# Фундаментальна група
Фундаментальною групою в алгебраїчній топології і пов'язаних з нею галузях математики, називається алгебраїчний об'єкт, який зіставляється топологічному простору і вимірює, грубо кажучи, кількість дірок у ньому. Наявність дірки визначається неможливістю неперервно стягнути деяку замкнуту петлю в точці. Фундаментальна група є першою гомотопічною групою.

## Означення
Нехай {\displaystyle \ X} — топологічний простір, і {\displaystyle \ x_{0}} — точка в {\displaystyle \ X}, яку називатимемо відміченою. Розглянемо множину неперервних відображень {\displaystyle \ f\colon [0,1]\to X}, таких що {\displaystyle \ f(0)=f(1)=x_{0}}. Такі функції називаються петлями в точці {\displaystyle \ x_{0}}.
- Дві петлі {\displaystyle f} і {\displaystyle g} вважаються еквівалентними, якщо вони гомотопні одна одній. Відповідні класи еквівалентності називаються гомотопічними класами.

- Добутком двох петель називається петля, що визначається їх послідовним проходженням:

{\displaystyle (f*g)(t)={\begin{cases}f(2t),~t\in [0,{1 \over 2}]\\g(2t-1),~t\in [{1 \over 2},1]\end{cases}}}
- Оберненою до петлі {\displaystyle f} є петля

{\displaystyle {\overline {f}}(t)=f(1-t)} для {\displaystyle t\in [0,1]}. Одиничною петлею буде {\displaystyle \varepsilon _{x_{0}}(t)=x_{0}} для кожного {\displaystyle t\in [0,1]\subset \mathbb {R} }.
Добутком двох гомотопічних класів {\displaystyle [f]} і {\displaystyle [g]} називається гомотопічний клас {\displaystyle [f*g]} добутку петель. Множина гомотопічних класів петель з таким добутком стає групою. Одиницею групи є клас тотожної, або нерухомої петлі, оберненим елементом — клас петлі, пройденої у зворотному напрямі. Ця група і називається фундаментальною групою простору {\displaystyle X} з відміченою точкою {\displaystyle x_{0}} і позначається {\displaystyle \pi _{1}(X,x_{0})}.
Усі подані вище означення мають сенс оскільки виконується:
- Якщо {\displaystyle \alpha \sim \alpha '\,} і {\displaystyle \beta \sim \beta '\,}, то {\displaystyle \alpha *\beta \sim \alpha '*\beta '\,}.
- Для {\displaystyle \alpha ,\beta ,\gamma \,} виконується {\displaystyle (\alpha *\beta )*\gamma \sim \alpha *(\beta *\gamma )\,}.
- Для довільної петлі {\displaystyle \alpha \,} існує {\displaystyle \varepsilon _{x_{0}}*\alpha \sim \alpha *\varepsilon _{x_{0}}\sim \alpha \,} і {\displaystyle \alpha *{\overline {\alpha }}\sim {\overline {\alpha }}*\alpha \sim \varepsilon _{x_{0}}\,}.

Якщо {\displaystyle X} — лінійно зв'язний простір, то з точністю до ізоморфізму фундаментальна група не залежить від відміченої точки. Тому для таких просторів можна писати {\displaystyle \pi _{1}(X)} замість {\displaystyle \pi _{1}(X,x_{0})} не боячись викликати плутанину.

## Приклади
- У {\displaystyle \mathbb {R} ^{n}}, є тільки один гомотопічний клас петель. Отже, фундаментальна група тривіальна, тобто {\displaystyle (\{0\},+)}.

- Одновимірні сфери {\displaystyle S^{1}} (кола). Кожен гомотопічний клас складається з петель, які навиваються на коло задану кількість разів, яка може бути додатною або від'ємною залежно від напряму. Отже, фундаментальна група одновимірної сфери ізоморфна {\displaystyle (\mathbb {Z} ,+)}.

- Фундаментальна група орієнтованої замкнутої поверхні роду {\displaystyle g} може бути задана твірними {\displaystyle a_{1},\dots ,a_{g},b_{1},\dots ,b_{g}} з єдиним співвідношенням: {\displaystyle a_{1}b_{1}a_{1}^{-1}b_{1}^{-1}\dots a_{g}b_{g}a_{g}^{-1}b_{g}^{-1}=1}.

- Фундаментальною групою графу «вісімки» є вільна група з двома породжувальними елементами.

## Властивості
- Вільні групи і лише вони можуть бути реалізовані як фундаментальні групи графів.
- Довільна група може бути реалізована як фундаментальна група двовимірного клітинного комплексу.
- Довільна скінченно задана група може бути реалізована як фундаментальна група замкнутого 4-вимірного многовиду.